# Tomás Maya
Tomás Maya (Medellín, Antioquia, 12 de septiembre de 1996) es un futbolista colombiano. Juega como lateral izquierdo y su actual equipo es el Charlotte Independence de la Liga USL de Estados Unidos

## Clubes
| Club                | País                | Año                 | Partidos | Goles |
| ------------------- | ------------------- | ------------------- | -------- | ----- |
| Atlético Nacional   | Colombia            | 2016                | 18       | 1     |
| Leones              | Colombia            | 2017                | 10       | 0     |
| Deportivo Pasto     | Colombia            | 2018                | 8        | 0     |
| Atlético Huila      | Colombia            | 2018 - 2019         | 16       | 0     |
| Santa Fe            | Colombia            | 2019                | 6        | 0     |
| Cúcuta Deportivo    | Colombia            | 2020                | 5        | 0     |
| Envigado F.C.       | Colombia            | 2020                | 0        | 0     |
| Deportivo Pasto     | Colombia            | 2021-presente       | 1        |       |
| Total en su carrera | Total en su carrera | Total en su carrera | 63       | 1     |

## Palmarés

### Torneos nacionales
| Título                | Club              | País     | Año  |
| --------------------- | ----------------- | -------- | ---- |
| Superliga de Colombia | Atlético Nacional | Colombia | 2016 |
| Copa Colombia         | Atlético Nacional | Colombia | 2016 |

### Torneos internacionales
| Título            | Club              | País     | Año  |
| ----------------- | ----------------- | -------- | ---- |
| Copa Libertadores | Atlético Nacional | Colombia | 2016 |